# Höri
Höri är en ort och kommun i distriktet Bülach i kantonen Zürich, Schweiz. Kommunen har 3 509 invånare (2023).
Orten Höri består av byarna Oberhöri, Niederhöri och Endhöri.